# Décès en juillet 2024
Décès
- 2020
- 2021
- 2022
- 2023
- 2024
- 2025
- 2026
- 2027
- 2028

Pour une information complémentaire, voir la page d'aide.

| Date              | Nom                         | Activités | Âge   | Source |
| ----------------- | --------------------------- | --- | ----- | ------ |
| 31 juillet        | Paul William Bucha          | Militaire britannique. | 80    | (en)   |
| 31 juillet        | Genco Erkal                 | Acteur turc. | 86    | (en)   |
| 31 juillet        | George B. Field             | Astrophysicien américain. | 94    | (en)   |
| 31 juillet        | Anshuman Gaekwad            | Joueur et entraîneur de cricket indien.                                                                                         | 71    | (en)   |
| 31 juillet        | Krum Georgiev               | Joueur d'échecs bulgare. | 66    | (en)   |
| 31 juillet        | Ismaël Haniyeh              | Homme d'État palestinien. | 62    | (en)   |
| 31 juillet        | Roberto Herlitzka           | Acteur italien. | 86    | (it)   |
| 31 juillet        | Constantin Ionescu          | Joueur d'échecs roumain. | 65    | (ro)   |
| 31 juillet        | André Juillard              | Caricaturiste, scénariste et illustrateur français.                                                                             | 76    |        |
| 31 juillet        | Jean Mauret                 | Peintre-verrier français. | 79    |        |
| 31 juillet        | Song Giwon                  | Écrivain sud-coréen. | 77    | (ko)   |
| 31 juillet        | Giuseppe Sciortino          | Avocat canadien. | 74/75 | (en)   |
| 30 juillet        | Adolphe Alésina             | Joueur français de rugby à XIII.                                                                                                | 81    |        |
| 30 juillet        | Fouad Chokr                 | Militaire libanais. | 62    |        |
| 30 juillet        | Bruno Garzena               | Footballeur international italien.                                                                                              | 91    | (it)   |
| 30 juillet        | Irène Grosjean              | Naturopathe française. | 93    |        |
| 30 juillet        | Max Kunz                    | Homme politique allemand. | 95    | (de)   |
| 30 juillet        | Onyeka Onwenu               | Chanteuse et femme politique nigérienne.                                                                                        | 72    | (en)   |
| 30 juillet        | Lyle Stewart                | Homme politique canadien. | 73    | (en)   |
| 29 juillet        | Paco Camino                 | Matador espagnol. | 83    | (es)   |
| 29 juillet        | Robert Fellowes             | Joueur de cricket britannique.                                                                                                  | 82    | (en)   |
| 29 juillet        | Annie Le Brun               | Écrivaine, poétesse surréaliste et critique littéraire française.                                                               | 81    |        |
| 29 juillet        | Józef Szmidt                | Athlète polonais, spécialiste du triple saut .                                                                                  | 89    |        |
| 28 juillet        | Chino XL                    | Rappeur américain. | 50    | (en)   |
| 28 juillet        | Erica Ash                   | Actrice américaine. | 46    |        |
| 28 juillet        | Suzanne Deriex              | Écrivaine suisse. | 98    |        |
| 28 juillet        | Michel de Grèce             | Écrivain et historien, prince de Grèce et de Danemark.                                                                          | 85    |        |
| 28 juillet        | Peter Morgan                | Joueur de rugby à XV gallois.                                                                                                   | 65    | (en)   |
| 28 juillet        | Reyes Moronta               | Lanceur dominicain de baseball.                                                                                                 | 31    | (en)   |
| 28 juillet        | Peter Reddaway              | Politologue anglo-américain. | 84    | (en)   |
| 27 juillet        | Georges Berthoin            | Diplomate et haut fonctionnaire français.                                                                                       | 99    |        |
| 27 juillet        | Francis Chouat              | Homme politique français. | 75    |        |
| 27 juillet        | Jeanne Cressanges           | Femme de lettres française. | 95    |        |
| 27 juillet        | Mariano Haro                | Athlète de fond espagnol. | 84    | (es)   |
| 27 juillet        | Kazuya Hiraide              | Alpiniste, skieur de randonnée et cameraman de haute montagne japonais.                                                         | 45    | (en)   |
| 27 juillet        | Pavel Kuschnir              | Militant politique russe, pianiste et écrivain.                                                                                 | 39    | (ru)   |
| 27 juillet        | Jean Mansir                 | Professeur de théologie et écrivain français.                                                                                   | 95    |        |
| 27 juillet        | Mísia                       | Chanteuse portugaise. | 69    | (pt)   |
| 27 juillet        | Edna O'Brien                | Nouvelliste et poétesse irlandaise.                                                                                             | 93    | (en)   |
| 27 juillet        | Wolfgang Rihm               | Compositeur allemand. | 72    | (de)   |
| 26 juillet        | Christiane Baroche          | Femme de lettres française, | 89    |        |
| 26 juillet        | J. Borges                   | Artiste brésilien. | 88    | (pt)   |
| 26 juillet        | Salustiano del Campo Urbano | Sociologue espagnol | 93    | (es)   |
| 26 juillet        | Charles Juliet              | Écrivain français. | 89    |        |
| 26 juillet        | Tom C. Korologos            | Journaliste, haut fonctionnaire, conseiller politique et diplomate américain.                                                   | 91    | (en)   |
| 26 juillet        | Suzanne Opton               | Photographe américaine. | 79    | (en)   |
| 26 juillet        | Firudin Safarov             | Réalisateur et musicien azerbaïdjanais.                                                                                         | 90    | (ru)   |
| 26 juillet        | Erwin Stein                 | Footballeur international allemand.                                                                                             | 89    | (de)   |
| 25 juillet        | Inés Ayala Sender           | Femme politique espagnole. | 67    | (es)   |
| 25 juillet        | Pascal Danel                | Auteur-compositeur-interprète français.                                                                                         | 80    |        |
| 25 juillet        | Gérard Deuquet              | Peintre, auteur de bande dessinée et enseignant belge.                                                                          | 87    |        |
| 25 juillet        | Cynthia Griffin Wolff       | Historienne américaine. | 87    | (en)   |
| 25 juillet        | Jacques Lewis               | Ancien combattant et résistant français.                                                                                        | 105   |        |
| 25 juillet        | Kjeld Olesen                | Homme politique danois. | 92    | (da)   |
| 25 juillet        | Louis van Schoor            | Tueur en série sud-africain. | 72/73 | (en)   |
| 24 juillet        | Hamzah Haz                  | Homme politique indonésien. | 84    | (id)   |
| 24 juillet        | Jōji Yuasa                  | Compositeur japonais de musique contemporaine.                                                                                  | 94    | (en)   |
| 24 juillet        | Ray Lawler                  | Dramaturge et acteur australien.                                                                                                | 103   | (en)   |
| 23 juillet        | Jean-Pierre Ghysels         | Sculpteur belge. | 91    |        |
| 23 juillet        | Teresa Gimpera              | Actrice espagnole. | 87    | (es)   |
| 23 juillet        | Mircea Grabovschi           | Handballeur roumain. | 71    | (ro)   |
| 23 juillet        | Lewis H. Lapham             | Journaliste et écrivain américain.                                                                                              | 89    | (en)   |
| 23 juillet        | Michel Lezeau               | Homme politique français. | 81    |        |
| 23 juillet        | Douglas Nowicki             | Moine bénédictin américain. | 79    | (en)   |
| 23 juillet        | Mel Ramsden                 | Artiste conceptuel britannique.                                                                                                 | 79    | (en)   |
| 23 juillet        | Robin Warren                | Chercheur australien. | 87    | (en)   |
| 22 juillet        | Yahia Gouasmi               | Homme politique et religieux chiite français.                                                                                   | 74    |        |
| 22 juillet        | John Mayall                 | Guitariste, auteur-compositeur et chanteur britannique.                                                                         | 90    | (en)   |
| 22 juillet        | Andrzej Milczanowski        | Juriste et homme politique polonais.                                                                                            | 85    | (pl)   |
| 22 juillet        | Richie Sandoval             | Boxeur mexicano-américain. | 63    | (en)   |
| 22 juillet        | Carolyn Schuler             | Nageuse américaine, double championne olympique aux Jeux olympiques d'été de 1960.                                              | 81    | (en)   |
| 21 juillet        | Peter S. Carmichael         | Historien américain. | 58    | (en)   |
| 21 juillet        | Kenneth Grange              | Designer britannique. | 95    | (en)   |
| 21 juillet        | Paul Lederman               | Producteur de spectacle vivant français.                                                                                        | 84    |        |
| 21 juillet        | Salvatore Piscicelli        | Réalisateur, scénariste, et monteur italien.                                                                                    | 76    | (it)   |
| 21 juillet        | Evelyn Thomas               | Chanteuse américaine. | 70    | (en)   |
| 20 juillet        | Mike Ferraro                | Joueur et manager de baseball américain.                                                                                        | 79    | (en)   |
| 20 juillet        | Danilo Grébénart            | Préhistorien français. | 89    |        |
| 20 juillet        | Manuel Laínz                | Prêtre jésuite, entomologiste, ptéridologue et botaniste espagnol.                                                              | 101   | (es)   |
| 20 juillet        | Jerry Miller                | Auteur-compositeur, guitariste et chanteur américain.                                                                           | 81    | (en)   |
| 20 juillet        | Moacir                      | Footballeur international brésilien.                                                                                            | 54    | (pt)   |
| 20 juillet        | Robert Rinchard             | Athlète belge. | 93    |        |
| 20 juillet        | Melvin A. Ruderman          | Astrophysicien américain. | 97    |        |
| 19 juillet        | Toumani Diabaté             | Musicien malien. | 58    |        |
| 19 juillet        | Iryna Farion                | Femme politique ukrainienne. | 60    | (uk)   |
| 19 juillet        | Kevan Gosper                | Athlète australien, médaillé d'argent aux Jeux olympiques d'été de 1956.                                                        | 90    | (en)   |
| 19 juillet        | Sheila Jackson Lee          | Femme politique américaine. | 74    | (en)   |
| 19 juillet        | Béla Melis                  | Footballeur hongrois. | 64    | (hu)   |
| 19 juillet        | Françoise Micheau           | Historienne française. | 78    |        |
| 19 juillet        | Nguyễn Phú Trọng            | Homme d'État vietnamien. | 80    | (en)   |
| 19 juillet        | Aldo Puglisi                | Acteur italien. | 89    |        |
| 19 juillet        | Ray Reardon                 | Joueur gallois de snooker. | 91    | (en)   |
| 19 juillet        | Eliyahu Rips                | Mathématicien israélien d'origine letton.                                                                                       | 75    |        |
| 19 juillet        | James C. Scott              | Professeur de sciences politiques et d'anthropologie américain.                                                                 | 87    |        |
| 19 juillet        | Wolfgang Smith              | Mathématicien, physicien, philosophe des sciences, métaphysicien et théologien catholique américain.                            | 94    | (en)   |
| 19 juillet        | Hugh Stewart                | Tennisman américain. | 96    | (en)   |
| 19 juillet        | Zemaryalaï Tarzi            | Archéologue franco-afghan. | 85    |        |
| 19 juillet        | Tai Tsun Wu                 | Physicien américain. | 90    | (en)   |
| 18 juillet        | Doudou Camara               | Joueur sénégalais de basket-ball.                                                                                               | 76    |        |
| 18 juillet        | Harry Dym                   | Mathématicien israélien. | 86    | (en)   |
| 18 juillet        | Lou Dobbs                   | Animateur de télévision et éditorialiste américain.                                                                             | 78    | (en)   |
| 18 juillet        | Jean-Pierre Goudeau         | Athlète français. | 91    |        |
| 18 juillet        | Pardonne Kaliba Mulanga     | Homme politique congolais. | 66    |        |
| 18 juillet        | Bernard Lortat-Jacob        | Musicologue et ethnologue français.                                                                                             | 83    |        |
| 18 juillet        | Bob Newhart                 | Acteur américain. | 94    |        |
| 18 juillet        | Fresia Saavedra             | Enseignante et auteure-compositrice-interprète équatorienne.                                                                    | 90    | (es)   |
| 17 juillet        | Cheng Pei-pei               | Actrice chinoise. | 77    | (zh)   |
| 17 juillet        | Fernand Frantz              | Pasteur luthérien français . | 103   |        |
| 17 juillet        | Sigma Huda                  | Femme politique bangladaise. | 79    | (en)   |
| 17 juillet        | Alcides Lanza               | Compositeur, chef d'orchestre, pianiste et professeur de musique canadien.                                                      | 95    | (en)   |
| 17 juillet        | Marcel Migozzi              | Poète français. | 88    |        |
| 17 juillet        | Farhad Moshiri              | Artiste plasticien iranien. | 60/61 | (fa)   |
| 17 juillet        | Nonce Paolini               | Homme d'affaires et chef d'entreprise français.                                                                                 | 75    |        |
| 17 juillet        | Réjean Parent               | Journaliste et chroniqueur canadien.                                                                                            | 71    |        |
| 17 juillet        | Rosa Regàs                  | Romancière espagnole. | 90    | (es)   |
| 17 juillet        | Avraham Trahtman            | Mathématicien israélien. | 80    | (en)   |
| 17 juillet        | Happy Traum                 | Musicien américain. | 86    | (en)   |
| 17 juillet        | Ion Țuțuianu                | Joueur de rugby à XV puis entraîneur roumain.                                                                                   | 85    | (ro)   |
| 17 juillet        | M. S. Valiathan             | Chirurgien cardiaque indien. | 90    | (en)   |
| 16 juillet        | Joe Bryant                  | Joueur de basket-ball américain.                                                                                                | 69    | (en)   |
| 16 juillet        | Tony Delsham                | Journaliste, écrivain et éditeur français.                                                                                      | 78    |        |
| 16 juillet        | Benoît Duteurtre            | Romancier, essayiste et critique musical français.                                                                              | 64    |        |
| 16 juillet        | Maria Eitz                  | Autrice féministe, militante pour les droits des enfants et théologienne allemande.                                             | 83    |        |
| 16 juillet        | Jean-Pierre Lecompte        | Joueur de rugby à XIII et à XV français.                                                                                        | 83    |        |
| 16 juillet        | Lorenz Bruno Puntel         | Philosophe brésilien. | 85    | (de)   |
| 16 juillet        | Bernice Johnson Reagon      | Chanteuse, compositrice et historienne américaine.                                                                              | 81    | (en)   |
| 16 juillet        | Irène Schweizer             | Pianiste et percussionniste suisse de jazz et de musique improvisée.                                                            | 83    |        |
| 16 juillet        | Mikhaïl Vergueïenko         | Footballeur international puis entraîneur soviétique et ensuite biélorusse.                                                     | 74    | (ru)   |
| 15 juillet        | Jacques Boudet              | Acteur français. | 89    |        |
| 15 juillet        | Édith Lejet                 | Compositrice française. | 82    |        |
| 15 juillet        | Whitney Rydbeck             | Acteur américain. | 79    | (en)   |
| 15 juillet        | Tomcraft                    | DJ allemand. | 49    | (en)   |
| 15 juillet        | John Williams               | Homme politique canadien. | 77    | (en)   |
| 14 juillet        | Julien Andavo Mbia          | Prélat catholique congolais. | 73    |        |
| 14 juillet        | Jean-Claude Berchet         | Critique littéraire français.                                                                                                   | 84    |        |
| 14 juillet        | Sérgio Cabral               | Journaliste, écrivain, compositeur et chercheur brésilien.                                                                      | 87    | (pt)   |
| 14 juillet        | Sarah Gibson                | Pianiste et compositrice américaine.                                                                                            | 38    | (en)   |
| 14 juillet        | Katrina Hanse-Himarwa       | Femme politique namibienne. | 57    | (de)   |
| 14 juillet        | Michel Jan                  | Sinologue et écrivain français.                                                                                                 | 86    |        |
| 14 juillet        | Jacoby Jones                | Joueur américain de football américain.                                                                                         | 40    | (en)   |
| 14 juillet        | Jacques Renucci             | Journaliste et écrivain français.                                                                                               | 74    |        |
| 14 juillet        | Sylvain Saudan              | Skieur et alpiniste suisse. | 87    |        |
| 14 juillet        | Dimitar Zapryanov           | Judoka bulgare, médaillé d'argent aux Jeux olympiques d'été de 1980.                                                            | 64    | (bg)   |
| 13 juillet        | Tupeni Baba                 | Homme politique fidjien. | 82    | (en)   |
| 13 juillet        | Pedro Bustos                | Joueur de basketball argentin.                                                                                                  | 96    | (es)   |
| 13 juillet        | Joseph Carrara              | Coureur cycliste français. | 86    |        |
| 13 juillet        | Mohammed Deïf               | Commandant palestinien. | 58/59 |        |
| 13 juillet        | Shannen Doherty             | Actrice, réalisatrice et productrice américaine.                                                                                | 53    | (en)   |
| 13 juillet        | Georges Grillot             | Général français. | 98    |        |
| 13 juillet        | Ruth Hesse                  | Mezzo-soprano allemande. | 87    | (de)   |
| 13 juillet        | Yolande Nyonda              | Femme politique gabonaise. | 58    | [ 1 ]  |
| 13 juillet        | James Sikking               | Acteur américain. | 90    | (en)   |
| 13 juillet        | Richard Simmons             | Entraîneur en conditionnement physique, acteur et producteur américain.                                                         | 76    |        |
| 13 juillet        | Iliya Valov                 | Footballeur international bulgare.                                                                                              | 62    | (bg)   |
| 13 juillet        | Enrique Wong                | Médecin et homme politique péruvien.                                                                                            | 83    | (es)   |
| 12 juillet        | Tonke Dragt                 | Auteure de livres pour enfants néerlandaise.                                                                                    | 93    | (nl)   |
| 12 juillet        | Alex Forsyth                | Joueur canadien de hockey sur glace.                                                                                            | 69    | (en)   |
| 12 juillet        | Philippe McKenzie           | Auteur-compositeur-interprète innu.                                                                                             | 70    |        |
| 12 juillet        | Janice Monk                 | Géographe australo-américaine.                                                                                                  | 87    | (en)   |
| 12 juillet        | James Morris                | Humanitariste américain. | 81    |        |
| 12 juillet        | Bill Viola                  | Vidéaste américain. | 73    | (es)   |
| 12 juillet        | Ruth Westheimer             | Sexologue, auteure et productrice de télévision germano-américaine.                                                             | 96    | (en)   |
| 12 juillet        | Marcel Zagoli Golié         | Footballeur international ivoirien.                                                                                             | -     |        |
| 11 juillet        | Louis Bozon                 | Animateur de radio et comédien français.                                                                                        | 90    |        |
| 11 juillet        | Ruth Brandin                | Chanteuse de schlager allemande.                                                                                                | 84    | (de)   |
| 11 juillet        | Nicole Buffetaut            | Femme de lettres française. | 96    |        |
| 11 juillet        | Shelley Duvall              | Actrice et productrice américaine.                                                                                              | 75    | (en)   |
| 11 juillet        | Willi Koslowski             | Footballeur international allemand.                                                                                             | 87    | (de)   |
| 11 juillet        | Tony Shiels                 | Illusionniste britannique. | 86    | (en)   |
| 11 juillet        | Lioubov Strijenova          | Actrice soviétique puis russe.                                                                                                  | 83    | (ru)   |
| 11 juillet        | Andreï Tarassenko           | Joueur professionnel russe de hockey sur glace.                                                                                 | 55    | (ru)   |
| 11 juillet        | Bas Maliepaard              | Coureur cycliste néerlandais.                                                                                                   | 86    | (nl)   |
| 10 juillet        | Fred Rosner                 | Médecin américain d'origine allemande                                                                                           | 89    | (en)   |
| 10 juillet        | Charles Bellonzi            | Batteur de jazz et pédagogue français.                                                                                          | 83    |        |
| 10 juillet        | Joe Engle                   | Astronaute américain. | 91    | (en)   |
| 10 juillet        | Thomas Hoepker              | Photographe, photojournaliste et documentariste allemand.                                                                       | 88    | (en)   |
| 10 juillet        | Marc Nerlove                | Économiste et économètre américain.                                                                                             | 90    | (en)   |
| 10 juillet        | Torao Tokuda                | Homme politique japonais. | 86    | (ja)   |
| 9 juillet         | Martine Beaugrand           | Femme politique canadienne. | 63    |        |
| 9 juillet         | Odette Gagnon               | Actrice canadienne. | 81    |        |
| 9 juillet         | Josse Goffin                | Enseignant, écrivain et illustrateur belge.                                                                                     | 85    |        |
| 9 juillet         | James Inhofe                | Homme politique et d'affaires américain.                                                                                        | 89    | (en)   |
| 9 juillet         | David Loughery              | Producteur et scénariste américain.                                                                                             | 71    | (en)   |
| 9 juillet         | Hédi M'henni                | Universitaire et homme politique tunisien.                                                                                      | 81    |        |
| 9 juillet         | Jerzy Stuhr                 | Acteur, metteur en scène de théâtre et cinéaste polonais.                                                                       | 77    | (pl)   |
| 9 juillet         | Miguel Urrutia Montoya      | Économiste colombien. | 85    | (es)   |
| 9 juillet         | Maxine Singer               | Biologiste moléculaire américaine.                                                                                              | 93    | (en)   |
| 9 juillet         | Barry Wellman               | Sociologue américano-canadien.                                                                                                  | 81    | (en)   |
| 9 juillet         | Ernest Zongo                | Coureur cycliste burkinabé. | 60    |        |
| 8 juillet         | Marina Kondratieva          | Ballerine soviétique puis russe.                                                                                                | 90    | (ru)   |
| 8 juillet         | Jacques Lafaye              | Historien français. | 94    | (es)   |
| 8 juillet         | Sergio de Queiroz Duarte    | Diplomate brésilien. | 89/90 | (en)   |
| 7 juillet         | André-Pierre Arnal          | Peintre français. | 84    |        |
| 7 juillet         | Haïm Brezis                 | Mathématicien français. | 80    |        |
| 7 juillet         | Claude Ferragne             | Athlète canadien. | 71    |        |
| 7 juillet         | Jane McAlevey               | Syndicaliste américaine. | 59    | (en)   |
| 7 juillet         | Lena Nyadbi                 | Artiste peintre australienne.                                                                                                   | 87/88 | (en)   |
| 7 juillet         | Danielle Roger              | Écrivaine canadienne. | 70    |        |
| 7 juillet         | Jim Rotondi                 | Trompettiste de jazz américain.                                                                                                 | 61    | (en)   |
| 7 juillet         | François Scapula            | Truand français. | 78    |        |
| 7 juillet         | Francesca Théosmy           | Éditorialiste et écrivaine haïtienne.                                                                                           | 37    |        |
| 7 juillet         | Bruno Zanin                 | Acteur et écrivain italien. | 73    | (it)   |
| 6 juillet         | Pino D'Angiò                | Auteur-compositeur-interprète italien.                                                                                          | 71    | (it)   |
| 6 juillet         | Mirta Díaz-Balart           | Personnalité cubaine. | 95    | (en)   |
| 6 juillet         | André Drege                 | Coureur cycliste norvégien. | 25    |        |
| 6 juillet         | Bernard du Boucheron        | Écrivain français. | 95    |        |
| 6 juillet         | Evert Hoek                  | Ingénieur mécanique zimbabwéen-canadien.                                                                                        | 90    | (en)   |
| 6 juillet         | Ahmed Refaat                | Footballeur international égyptien.                                                                                             | 31    |        |
| 6 juillet         | Juan Miguel Villar Mir      | Homme d'affaires, avocat et ingénieur civil espagnol.                                                                           | 92    | (es)   |
| 5 juillet         | Serge Ducoste               | Footballeur international haïtien.                                                                                              | 80    |        |
| 5 juillet         | Yvonne Furneaux             | Actrice franco-britannique. | 98    | (en)   |
| 5 juillet         | Raphaël Géminiani           | Coureur cycliste français. | 99    |        |
| 5 juillet         | Liana Issakadze             | Violoniste et cheffe d'orchestre soviétique puis géorgienne.                                                                    | 77    | (en)   |
| 5 juillet         | Nikolai Korolkov            | Cavalier de sauts d'obstacles soviétique puis russe, champion olympique et médaillé d'argent aux Jeux olympiques d'été de 1980. | 77    | (ru)   |
| 5 juillet         | Nick Labuschagne            | Joueur de rugby XV anglais. | 93    | (en)   |
| 5 juillet         | Jon Landau                  | Producteur de cinéma américain.                                                                                                 | 63    | (en)   |
| 5 juillet         | Ziaur Rahman                | Joueur d'échecs bangladais. | 50    |        |
| 5 juillet         | Dudley Roberts              | Footballeur anglais. | 78    | (en)   |
| 5 juillet         | Bengt Samuelsson            | Biochimiste suédois. | 90    | (sv)   |
| 5 juillet         | Vic Seixas                  | Joueur américain de tennis. | 100   |        |
| 5 juillet         | Édith Weber                 | Musicologue, hymnologue, critique musicale et historienne française.                                                            | 98    |        |
| 4 juillet         | Franciscus Janssens         | Footballeur international néerlandais.                                                                                          | 79    | (nl)   |
| 4 juillet         | Reiner Pommerin             | Historien allemand. | 81    | (de)   |
| 3 juillet         | Roland Dumas                | Homme politique français. | 101   |        |
| 3 juillet         | Jacqueline Ferrière         | Actrice de doublage française.                                                                                                  | 102   |        |
| 3 juillet         | Yvan Pestalozzi             | Plasticien suisse. | 86    | (de)   |
| 3 juillet         | Mary Wings                  | Auteure de comics et romancière américaine.                                                                                     | 75    | (en)   |
| 2 juillet         | Jean Daubigny               | Haut fonctionnaire français. | 76    |        |
| 2 juillet         | Tom Fowler                  | Contrebassiste, bassiste américain.                                                                                             | 73    |        |
| 2 juillet         | André Hediger               | Homme politique suisse. | 83    |        |
| 2 juillet         | Comunardo Niccolai          | Footballeur international italien.                                                                                              | 77    | (it)   |
| 2 juillet         | Karel Rottiers              | Coureur cycliste belge. | 71    | (nl)   |
| 2 juillet         | Aïdos Sadykov               | Journaliste et militant d'opposition kazakh.                                                                                    | -     |        |
| 2 juillet         | Saturnin Soglo              | Homme politique béninois. |       |        |
| 2 juillet         | Rostislav Vondruška         | Homme politique et chef d'entreprise tchèque.                                                                                   | 63    | (cs)   |
| 1er juillet       | Alain Gesgon                | Photographe, chercheur et collectionneur français.                                                                              | 84    |        |
| 1er juillet       | Jeffrey Hopkins             | Tibétologue américain. | 83    | (en)   |
| 1er juillet       | Taras Hunczak               | Historien américain. | 92    | (uk)   |
| 1er juillet       | Ismaïl Kadaré               | Écrivain albanais naturalisé français.                                                                                          | 88    | (sq)   |
| 1er juillet       | André Legrand               | Juriste et universitaire français.                                                                                              | 84    |        |
| 1er juillet       | Thérèse Marfaing            | Joueuse française de basket-ball.                                                                                               | 92    |        |
| 1er juillet       | Éric Poujade                | Gymnaste français, médaillé d'argent aux Jeux olympiques d'été de 2000.                                                         | 51    |        |
| 1er juillet       | Jack Rowell                 | Entraîneur de rugby à XV britannique.                                                                                           | 87    | (en)   |
| 1er juillet       | William Rubinstein          | Historien et auteur américain.                                                                                                  | 77    | (en)   |
| 1er juillet       | Julien Terzics              | Musicien et activiste antifasciste français.                                                                                    | 55    |        |
| 1er juillet       | Robert Towne                | Scénariste et réalisateur américain.                                                                                            | 89    | (en)   |
| 1er juillet       | Nino Vella                  | Compositeur et chanteur français.                                                                                               | 31    |        |
| date indéterminée | Dmitri Filimonov            | Hockeyeur sur glace russe. | 52    | (ru)   |
| date indéterminée | Anton Ielizarov             | Militaire russe. | 43    | (en)   |